# Kiomboi
Kiomboi ist ein Verwaltungsbezirk (englisch Ward) des Distrikts Iramba in der tansanischen Region Singida.

## Geografie
Kiomboi ist ein Bezirk im nördlichen Zentralteil von Tansania etwa 70 Kilometer nordwestlich der Regionshauptstadt Singida. Er besteht aus der Stadt Kiomboi und dessen Umland und ist Verwaltungssitz des Distrikts Iramba. Der Bezirk grenzt im Norden an Kisiriri, im Osten an Kinampanda, im Süden an Ulemo und im Westen an Old-Kiomboi. Bei der Volkszählung 2022 lebten 17.350 Menschen in 4410 Haushalten auf einer Fläche von 105 Quadratkilometern.

## Gliederung
Der Stadtbezirk besteht aus 27 Orten (Kitongoji):
- Lulumba
- Shuleni
- Zahanati
- Soweto
- Inala A
- Kizega
- Mdunku
- Igumo
- Ng'una
- Lunsanga
- Mgalamo
- Kyambi
- Inala B
- Tutu A
- Tutu B
- Mlutani
- Mguluka
- Like
- Msisi
- Kikaku
- Nkananga
- Mguluko
- Kilindo
- Sharti Kati
- Shengelo
- Lowa A
- Lowa B

## Infrastruktur
- Bildung: Im Bezirk gibt es zwei weiterführende Schulen.[9] Die New Kiomboi Secondary School ist eine staatliche Schule, die Ruruma Secondary School eine Privatschule. Beide bilden Mädchen und Burschen bis zur 4. Stufe aus.[10][11] Im Jahr 2024 wurde die Katala High School eröffnet, die eine Ausbildung bis zum "advanced level" anbietet.[12]
- Gesundheit: In Kiomboi liegt ein staatliches Distriktkrankenhaus.[13]